# 主軸
工具機中的軸是其中的旋轉軸，多半其中也會有傳動軸。「軸」可以指傳動軸本身，也可以包括傳動軸及相關的機械零件（例如軸承、卡盤等）。
工具機中多半會有多個軸，例如車床上的車頭軸（headstock）及車尾軸（tailstock）。工具機中最大的軸一般會稱為主軸。有些工具機可以進行較多的工序，其中可能會有四個、六個甚至更多的主軸，這種工具機稱為多軸工具機。例如排式钻床及許多的螺絲機都是多軸的工具機。不過自動車床雖然有車頭軸及車尾軸兩個軸，但只有車頭軸是主軸，因此仍算是單軸工具機。
軸的例子有：
- 車床（包括木工車床及金工車床），其中的車頭為主軸。
- 旋切的木工機械中，主軸是連接加工銑刀的軸。
- 至於旋切式金屬機械中（例如銑床及鑽床），主軸是刀具（例如銑刀或是鑽頭）固定的部份（可能透過卡盤等）。
- 磨削主軸、電主軸（上面直接裝有馬達的軸）、低速主軸、高速主軸等。

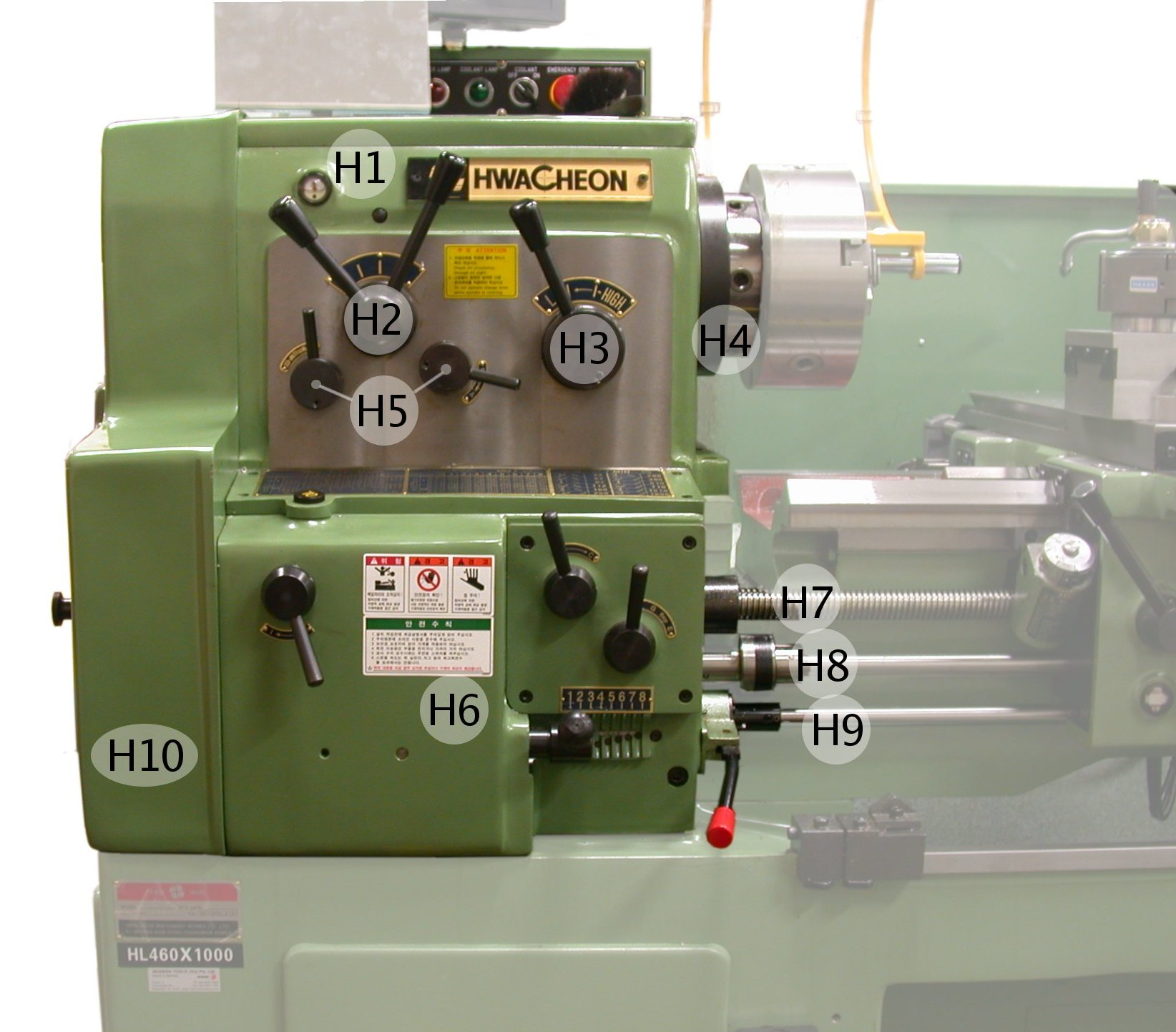
車床車頭軸
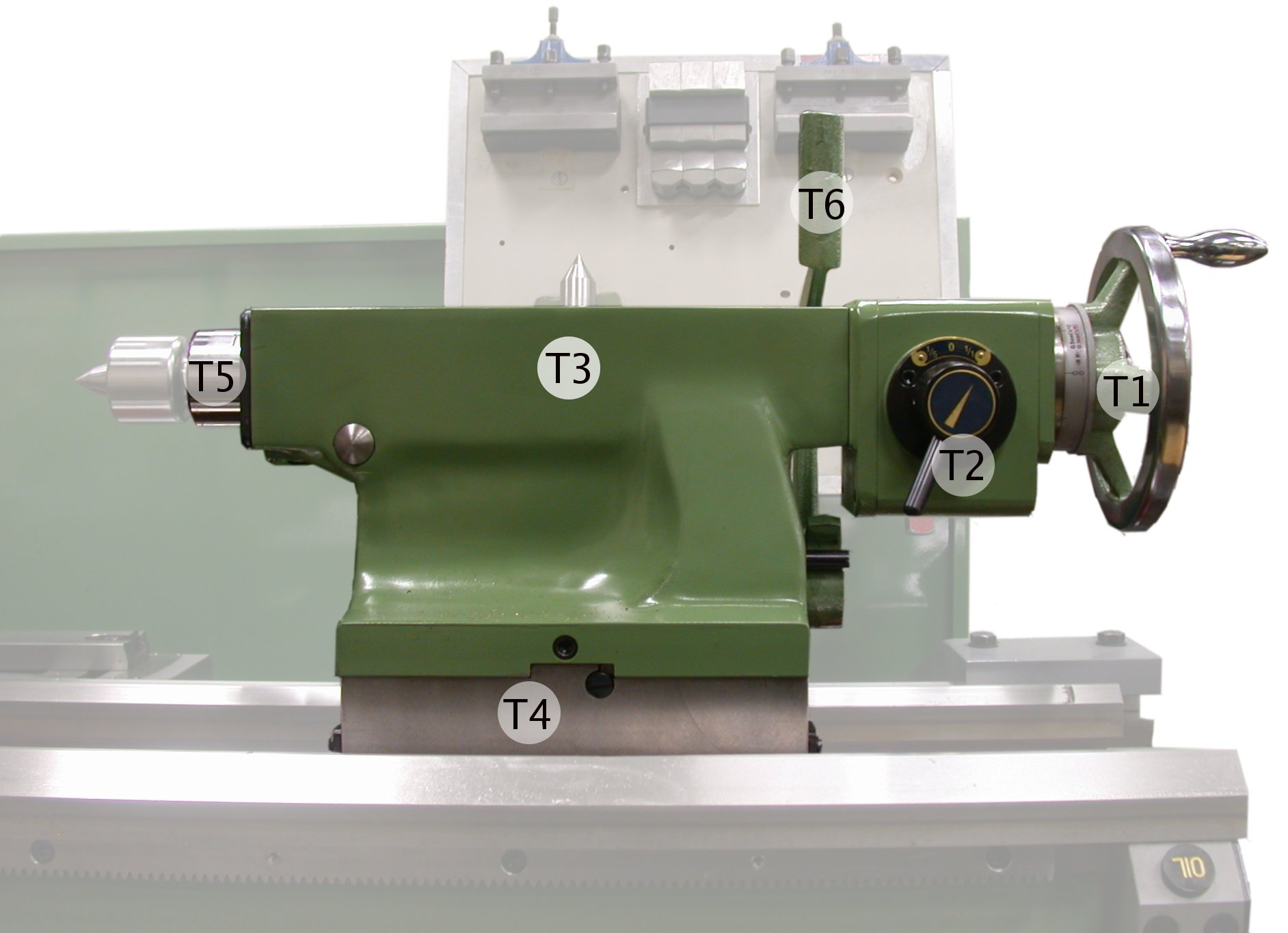
車床車尾軸
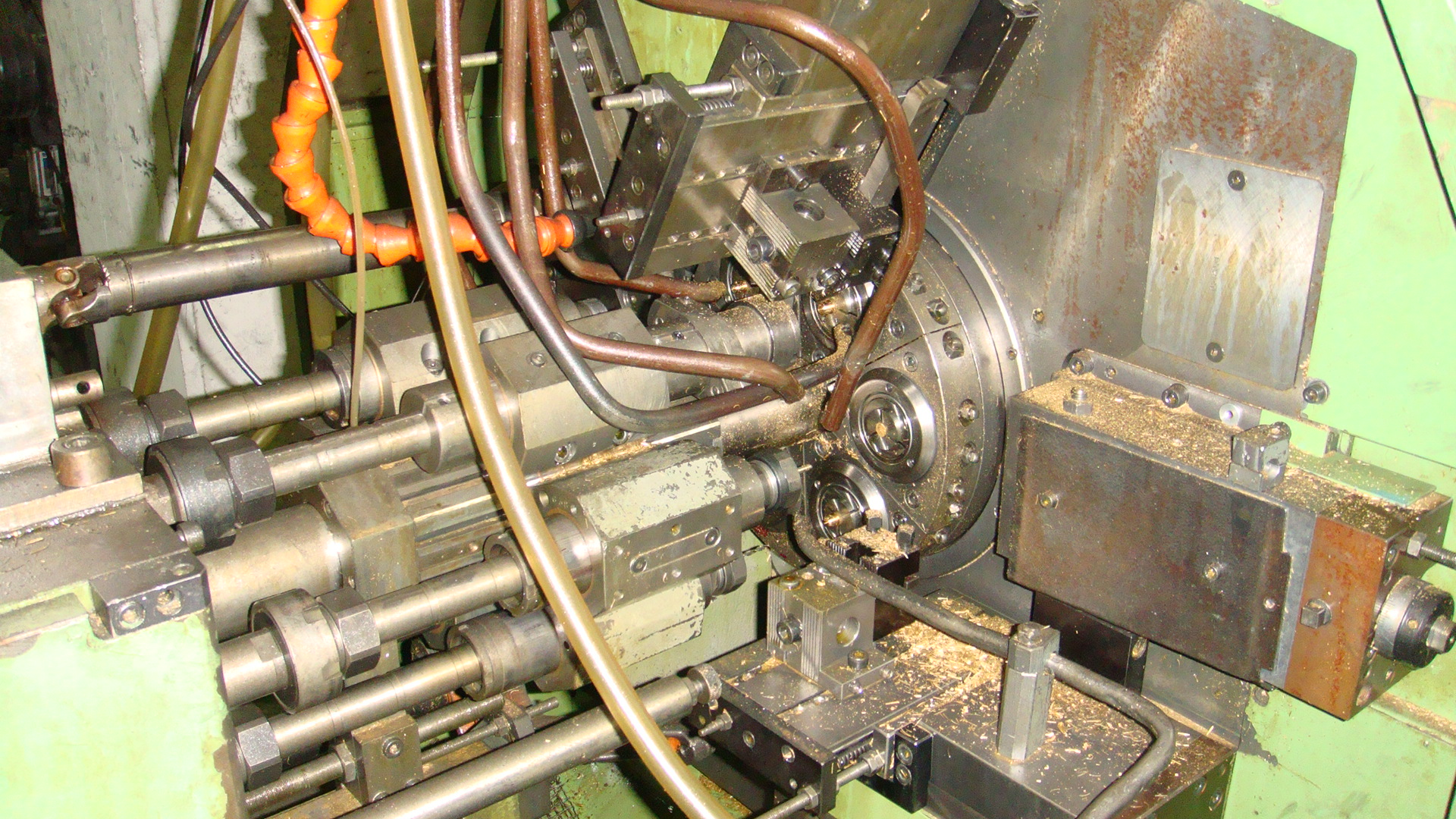
多軸車床
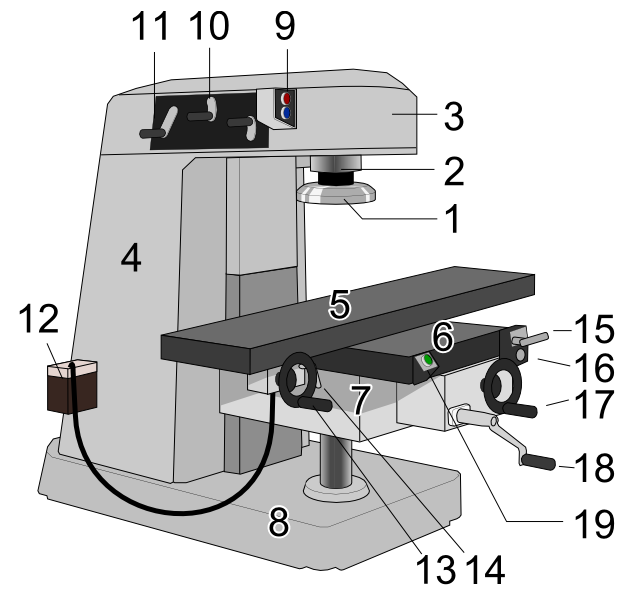
垂直單軸銑床